# Hendrik II van Virneburg

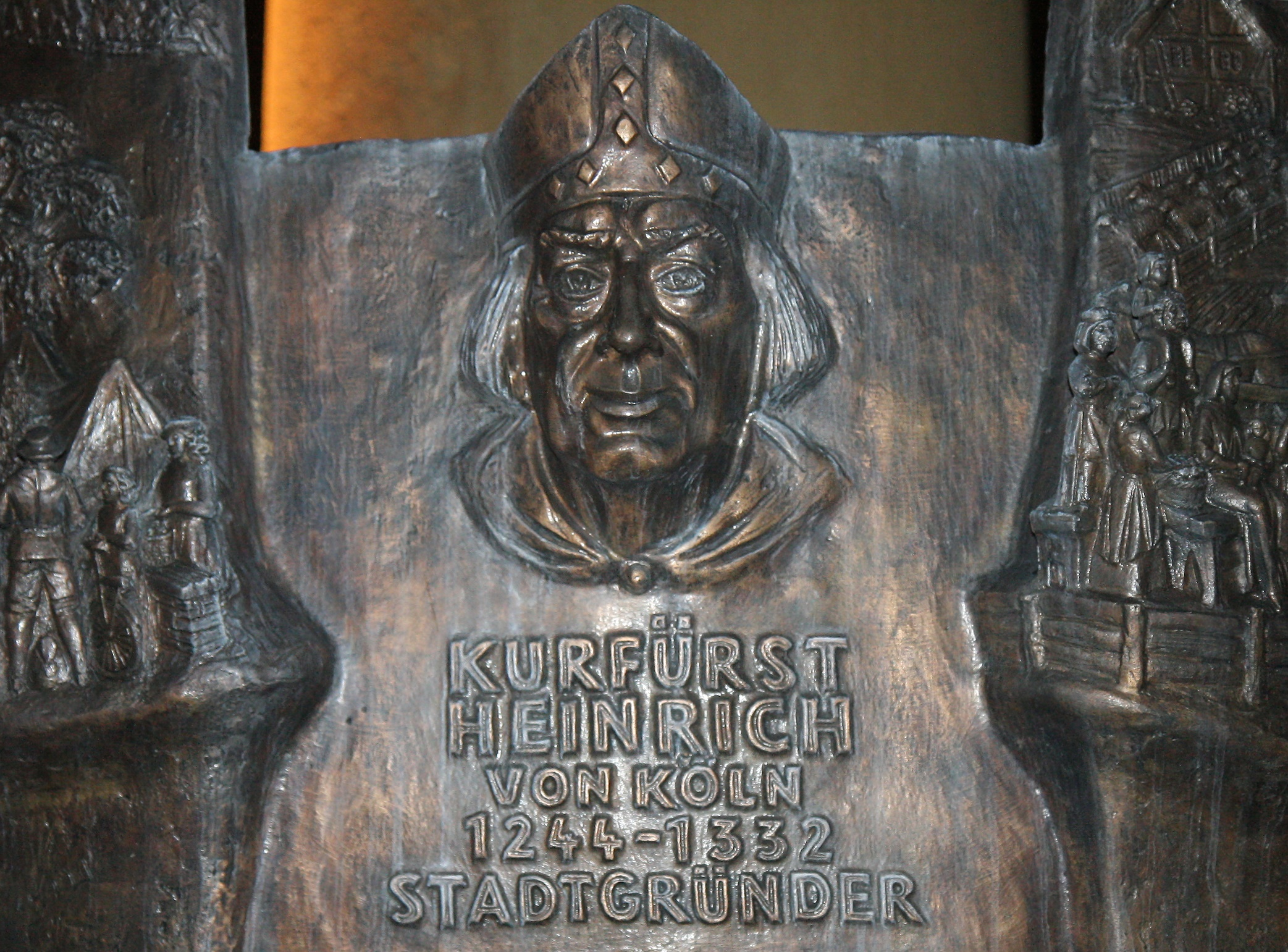
Reliëf van Hendrik II van Virneburg op de Karkölner Platz in Olpe.

Hendrik II van Virneburg (circa 1244 - Bonn, 5 januari 1332) was van 1304 tot aan zijn dood aartsbisschop van Keulen.

## Levensloop
Hendrik II werd geboren als zesde zoon van graaf Hendrik van Virneburg en diens echtgenote Ponzetta van Oberstein. In 1288 vocht hij samen met zijn vader en zijn broer Ruprecht mee in de Slag bij Woeringen aan de zijde van hertog Jan I van Brabant.
Vanaf 1288 was Hendrik II in het bezit van twee prebenden en was hij kanunnik van de Sint-Gereonkerk in Keulen. In 1292 werd hij kapelaan van Rooms-Duits koning Adolf van Nassau, aan wie hij verwant was. In de volgende jaren raakte hij bovendien in het bezit van meerdere kerkelijke functies: zo werd hij proost van de Dom van Keulen en aartsdiaken van zowel het aartsbisdom Trier als het aartsbisdom Keulen. In 1300 werd Hendrik II verkozen tot aartsbisschop van Trier, maar de paus weigerde dit toe te laten. Niettemin bleef Hendrik tot in 1306 actief als tegenbisschop, toen Diether van Nassau door de paus tot aartsbisschop van Trier werd benoemd. 
In 1304 werd hij verkozen tot aartsbisschop van Keulen, maar hij werd pas in 1306 door de paus geratificeerd. Bij de verkiezing van Rooms-Duits koning Hendrik VII in 1308 volgde Hendrik II het voorbeeld van aartsbisschop Boudewijn van Luxemburg van Trier en aartsbisschop Peter van Aspelt van Mainz en gaf hij zijn stem aan Hendrik VII in ruil voor een substantiële betaling.
Hendrik II besloot om zijn residentie als aartsbisschop van Keulen in Bonn te vestigen, waar hij van 1313 tot 1328 proost was van de Sint-Cassiusstichting. Van hieruit stelde Hendrik II ongeveer 110 geschriften en charters op, waarin hij de tolverzakingen die zijn voorganger gedwongen had ingevoerd nietig verklaarde en waarin hij aan keizer Hendrik VII de toestemming vroeg voor een nieuwe tolheffing in Bonn. Ook kreeg Hendrik II de steun van de burgers van Bonn in zijn vete met de heer van Falkenburg, waarna hij de burgers als dank vrijstelde van de Rijnse tol op alle goederen. Daarnaast was het onder Hendrik II de eerste keer dat een Rooms-Duits koning in Bonn werd gekroond: op 25 november 1314 kroonde Hendrik II namelijk hertog Frederik de Schone van Oostenrijk in de Munster van Bonn tot Rooms-Duits koning.
Ook deed Hendrik II de bouwwerken aan de Dom van Keulen vooruitgaan en kon hij op 27 september 1322 het hoogkoor van de Dom van Keulen inwijden. Hij speelde daarenboven een beslissende invloed in het ketterijproces tegen Meester Eckhart toen de geschreven beschuldiging in 1325 bij hem werd ingediend en hij verwees de procedures door naar de Pauselijke Curie in Avignon.
Volgens contemporaine bronnen was Hendrik II een babbelaar die gek was op alcohol. In januari 1332 stierf hij op hoge leeftijd in de stad Bonn, waarna hij naast zijn zus, abdis Ponzetta van Dietkirchen, werd begraven in de Sint-Barbarakapel van de Munster van Bonn.
- Gemeinsame Normdatei: 118548468
- International Standard Name Identifier: 0000 0000 2115 6419
- Library of Congress Control Number: n78022873
- Nederlandse Thesaurus van Auteursnamen: 071407995
- Système universitaire de documentation: 20449995X
- Virtual International Authority File: 40170170
- WorldCat: E39PBJjt8jTMDrb6Mw6rKtjV4q